# Bundesvision Song Contest 2011
Der 7. Bundesvision Song Contest fand am 29. September 2011 in der Lanxess Arena in Köln statt. Nach dem Sieg der Band Unheilig im Vorjahr durfte dieses Jahr zum zweiten Mal Nordrhein-Westfalen den Wettbewerb ausrichten. Mit der Veranstaltung der Show in Oberhausen hatte Nordrhein-Westfalen bereits den ersten Wettbewerb im Jahr 2005 ausgetragen.
Lena Meyer-Landrut, Vertreterin Deutschlands beim Eurovision Song Contest 2010 und Eurovision Song Contest 2011, führte Interviews im Greenroom durch, während der ansonsten als Greenroom-Reporter eingesetzte Elton im Publikum saß und dieses unterhielt.
Tim Bendzko vertrat die Bundeshauptstadt und gewann mit der bisher geringsten Punktzahl (141) eines Siegers. Für Berlin war es bereits der insgesamt dritte Sieg. Bremen kam mit Flo Mega auf Platz zwei.

## Teilnehmer
Mit Juli, den Siegern des ersten Bundesvision Song Contest im Jahr 2005, trat zum ersten Mal eine ehemalige Gewinnerband in derselben Besetzung erneut an (zuvor hatte bereits Peter Fox 2006 mit seiner Band Seeed und 2009 als Solokünstler gewonnen).
Weitere Rückkehrer waren die Band Jennifer Rostock (2008) sowie Silly-Sängerin Anna Loos (2010).
| Platz | Startnr. | Repräsentiertes Land   | Interpret                         | Herkunft der Teilnehmer       | Lied Komponisten                                                                                   | Punkte |
| ----- | -------- | ---------------------- | --------------------------------- | ----------------------------- | -------------------------------------------------------------------------------------------------- | ------ |
| 1.    | 15       | Berlin                 | Tim Bendzko                       | Berlin                        | Wenn Worte meine Sprache wären Tim Bendzko                                                         | 141    |
| 2.    | 14       | Bremen                 | Flo Mega                          | Bremen                        | Zurück Florian Bosum, Henk Heuer, Jan-Philipp Kelber, Daniel Kittlitz                              | 111    |
| 3.    | 10       | Niedersachsen          | Bosse & Anna Loos                 | Niedersachsen und Brandenburg | Frankfurt/Oder Axel Bosse                                                                          | 102    |
| 4.    | 05       | Baden-Württemberg      | Glasperlenspiel                   | Baden-Württemberg             | Echt Zippy Davids, Daniel Grunenberg, Anders Kjer, Carolin Niemczyk                                | 091    |
| 5.    | 08       | Sachsen                | Kraftklub                         | Sachsen                       | Ich will nicht nach Berlin Till Brummer, Felix Brummer, Steffen Israel, Max Marschk, Karl Schumann | 089    |
| 6.    | 13       | Rheinland-Pfalz        | Jupiter Jones                     | Rheinland-Pfalz               | ImmerfürImmer Sascha Eigner, Nicholas Müller                                                       | 086    |
| 7.    | 16       | Nordrhein-Westfalen    | Frida Gold                        | Nordrhein-Westfalen           | Unsere Liebe ist aus Gold Alina Süggeler, Andreas Weizel                                           | 076    |
| 8.    | 12       | Hamburg                | Thees Uhlmann                     | Niedersachsen                 | Zum Laichen und Sterben ziehen die Lachse den Fluss hinauf Tobias Kuhn, Thees Uhlmann              | 066    |
| 8.    | 01       | Mecklenburg-Vorpommern | Jennifer Rostock                  | Mecklenburg-Vorpommern        | Ich kann nicht mehr Johannes Walter, Jennifer Weist                                                | 066    |
| 10.   | 07       | Bayern                 | Andreas Bourani                   | Bayern                        | Eisberg Andreas Bourani, Julius Hartog, Tom Olbrich                                                | 026    |
| 11.   | 06       | Saarland               | Pierre Ferdinand et les Charmeurs | Saarland                      | Ganz Paris ist eine Disco Pierre Ferdinand                                                         | 017    |
| 12.   | 09       | Thüringen              | Alin Coen Band                    | Thüringen                     | Ich war hier Alin Coen, Jan Frisch, Philipp Martin, Fabian Stevens                                 | 013    |
| 13.   | 04       | Brandenburg            | Doreen                            | Brandenburg                   | Wie konntest du nur? Marcel Brell, Okan Frei                                                       | 012    |
| 13.   | 11       | Hessen                 | Juli                              | Hessen                        | Du lügst so schön Eva Briegel, Naima Husseini, Jonas Pfetzing, Simon Triebel                       | 012    |
| 13.   | 02       | Sachsen-Anhalt         | Flimmerfrühstück                  | Sachsen-Anhalt                | Tu’s nicht ohne Liebe Lothar Robert Hansen                                                         | 012    |
| 16.   | 03       | Schleswig-Holstein     | Muttersöhnchen                    | Schleswig-Holstein            | Essen geh’n Markus Kuczewski, Harald Schwickerath                                                  | 08     |

Farblegende:  – Herkunftsland des Künstlers entspricht nicht (oder nur zum Teil) dem Land, welches er repräsentiert.

## Punktetabelle
| Mecklenburg-Vorpommern | 66  | 12 | 6  | 2  | 4  | 3  | 6  | 3  | 6  | 4  | 3  |    | 2  | 4  | 3  | 5  | 3  |
| Sachsen-Anhalt         | 12  |    | 12 |    |    |    |    |    |    |    |    |    |    |    |    |    |    |
| Schleswig-Holstein     | 8   |    |    | 3  |    |    |    |    |    |    |    |    | 5  |    |    |    |    |
| Brandenburg            | 12  |    |    |    | 10 |    |    |    |    |    |    |    |    |    |    | 2  |    |
| Baden-Württemberg      | 91  | 4  | 4  | 6  | 7  | 12 | 4  | 7  | 5  | 3  | 6  | 6  |    | 10 | 7  | 3  | 7  |
| Saarland               | 17  |    |    |    |    |    | 10 |    |    |    |    |    | 7  |    |    |    |    |
| Bayern                 | 26  | 1  |    |    |    | 4  |    | 12 |    |    | 2  | 1  |    | 3  | 1  | 1  | 1  |
| Sachsen                | 89  | 3  | 3  | 4  | 6  | 6  | 2  | 6  | 12 | 10 | 4  | 5  | 4  | 5  | 4  | 10 | 5  |
| Thüringen              | 13  |    |    |    |    |    |    |    | 1  | 12 |    |    |    |    |    |    |    |
| Niedersachsen          | 102 | 10 | 10 | 7  | 8  | 5  | 5  | 2  | 8  | 5  | 12 | 3  | 8  | 1  | 6  | 8  | 4  |
| Hessen                 | 12  |    |    |    |    |    |    |    |    |    |    | 12 |    |    |    |    |    |
| Hamburg                | 66  | 2  | 1  | 12 | 1  | 1  | 1  | 5  | 2  | 1  | 7  | 2  | 12 | 2  | 5  | 6  | 6  |
| Rheinland-Pfalz        | 86  | 8  | 7  | 1  | 5  | 2  | 12 | 1  | 10 | 8  | 1  | 4  | 3  | 12 | 10 |    | 2  |
| Bremen                 | 111 | 5  | 2  | 8  | 2  | 8  | 7  | 8  | 3  | 6  | 10 | 8  | 10 | 7  | 12 | 7  | 8  |
| Berlin                 | 141 | 7  | 8  | 10 | 12 | 10 | 8  | 10 | 7  | 7  | 8  | 10 | 6  | 8  | 8  | 12 | 10 |
| Nordrhein-Westfalen    | 76  | 6  | 5  | 5  | 3  | 7  | 3  | 4  | 4  | 2  | 5  | 7  | 1  | 6  | 2  | 4  | 12 |

## Chartplatzierungen
| Jahr | Titel Album                                                              | Höchstplatzierung, Gesamtwochen, AuszeichnungChartplatzierungen (Jahr, Titel, Album, Platzierungen, Wochen, Auszeichnungen, Anmerkungen, Künstler / Bundesland) | Höchstplatzierung, Gesamtwochen, AuszeichnungChartplatzierungen (Jahr, Titel, Album, Platzierungen, Wochen, Auszeichnungen, Anmerkungen, Künstler / Bundesland) | Höchstplatzierung, Gesamtwochen, AuszeichnungChartplatzierungen (Jahr, Titel, Album, Platzierungen, Wochen, Auszeichnungen, Anmerkungen, Künstler / Bundesland) | Anmerkungen                                                      | Künstler Bundesland                     |
| Jahr | Titel Album                                                              | DE | AT | CH | Anmerkungen                                                      | Künstler Bundesland                     |
| ---- | ------------------------------------------------------------------------ | --- | --- | --- | ---------------------------------------------------------------- | --------------------------------------- |
| 2011 | Wenn Worte meine Sprache wären                                           | DE5 Gold · (26 Wo.)DE | AT15 (26 Wo.)AT | CH33 (11 Wo.)CH | BuViSoCo 2011: Platz 1 Erstveröffentlichung: 30. September 2011  | Tim Bendzko Berlin                      |
| 2011 | Zurück Die wirklich wahren Dinge                                         | DE44 (1 Wo.)DE | — | — | BuViSoCo 2011: Platz 2 Erstveröffentlichung: 30. September 2011  | Flo Mega Bremen                         |
| 2011 | Frankfurt/Oder Wartesaal                                                 | DE35 (10 Wo.)DE | — | — | BuViSoCo 2011: Platz 3 Erstveröffentlichung: 9. September 2011   | Bosse & Anna Loos Niedersachsen         |
| 2011 | Echt Beweg Dich mit mir                                                  | DE9 Gold · (34 Wo.)DE | AT54 (5 Wo.)AT | — | BuViSoCo 2011: Platz 4 Erstveröffentlichung: 9. September 2011   | Glasperlenspiel Baden-Württemberg       |
| 2011 | Ich will nicht nach Berlin Mit K                                         | DE45 (3 Wo.)DE | — | — | BuViSoCo 2011: Platz 5 Erstveröffentlichung: 30. September 2011  | Kraftklub Sachsen                       |
| 2011 | ImmerfürImmer Jupiter Jones                                              | DE59 (1 Wo.)DE | AT59 (1 Wo.)AT | — | BuViSoCo 2011: Platz 6 Erstveröffentlichung: 30. September 2011  | Jupiter Jones Rheinland-Pfalz           |
| 2011 | Unsere Liebe ist aus Gold Juwel                                          | DE32 (5 Wo.)DE | — | — | BuViSoCo 2011: Platz 7 Erstveröffentlichung: 30. September 2011  | Frida Gold Nordrhein-Westfalen          |
| 2011 | Zum Laichen und Sterben ziehen die Lachse den Fluss hinauf Thees Uhlmann | DE52 (7 Wo.)DE | — | — | BuViSoCo 2011: Platz 8 Erstveröffentlichung: 19. August 2011     | Thees Uhlmann Hamburg                   |
| 2011 | Ich kann nicht mehr Mit Haut und Haar                                    | DE60 (2 Wo.)DE | — | — | BuViSoCo 2011: Platz 8 Erstveröffentlichung: 30. September 2011  | Jennifer Rostock Mecklenburg-Vorpommern |
| 2011 | Eisberg Staub & Fantasie                                                 | DE47 (5 Wo.)DE | — | — | BuViSoCo 2011: Platz 10 Erstveröffentlichung: 23. September 2011 | Andreas Bourani Bayern                  |
| 2011 | Wie konntest du nur? Vorsicht zerbrechlich                               | DE46 (3 Wo.)DE | AT53 (2 Wo.)AT | — | BuViSoCo 2011: Platz 13 Erstveröffentlichung: 19. August 2011    | Doreen Brandenburg                      |
| 2011 | Du lügst so schön In Love                                                | DE67 (2 Wo.)DE | — | — | BuViSoCo 2011: Platz 13 Erstveröffentlichung: 23. September 2011 | Juli Hessen                             |